# المكتوبة (الملاجم)

تعديل مصدري - تعديل

المكتوبة هي إحدى قرى عزلة ال منصور الملاجم بمديرية الملاجم التابعة لمحافظة البيضاء، بلغ تعداد سكانها 225 نسمة حسب تعداد اليمن لعام 2004.